# Maskarensothöna
Maskarensothöna (Fulica newtonii) är en utdöd art i familjen rallar som förekom på La Réunion och på Mauritius. Den sista rapporten är från 1693.

## Utseende
Maskarensothönan var med sina 45 cm i kroppslängd en relativt stor sothöna som troligen utvecklades från kamsothöna. Det är oklart om maskarensothönan saknade de röda svullna knoppar ovanför näbbskölden som finns hos kamsothönan eller om det bara inte har rapporterats. Dubois beskrev arten 1674 som "vattenhönor som är stora som höns. De är alltid svarta och har en stor vit tofs på huvudet."

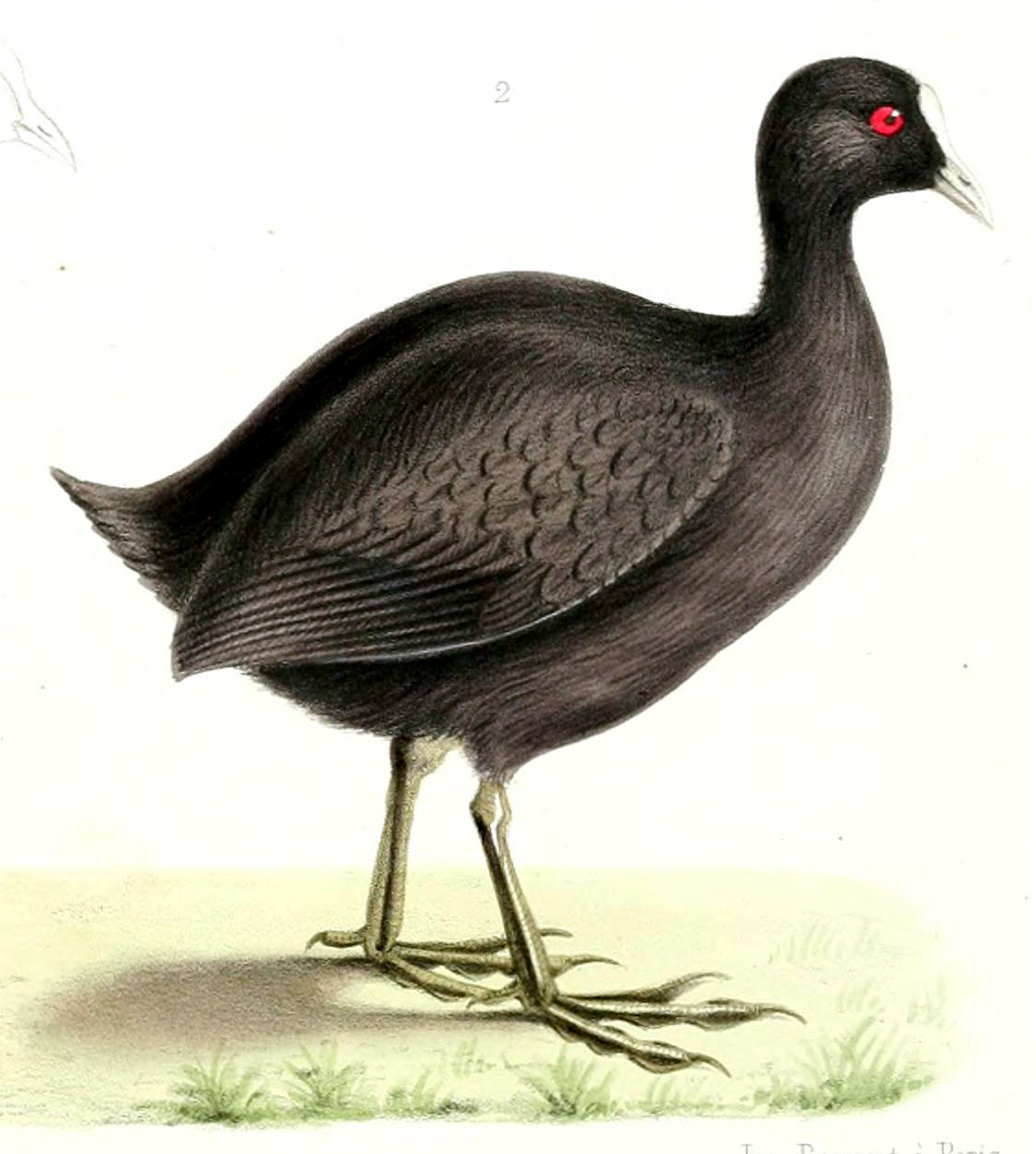
Maskarensothönans förmodade utseende.

## Utbredning
Sedan länge är fågeln känd från subfossila lämningar funna i träskområdet Mare aux Songes på Mauritius, men antas ha förekommit även på grannön La Réunion utifrån reserapporter. Under senare tid har subfossila lämningar hittats även där. Fågeln beskriven i reserapporter från Mauritius antogs länge röra rörhönor som förekommer där även idag, men det verkar som att rörhönsen koloniserade ön först när maskarensothönan hade dött ut.

## Utdöende
Dubois är den som nämner maskarensothönan senast. År 1667 hade François Martin redan klagat på att jägare hade utrotat populationen i lagunen Etang de Saint-Paul även om det rådde delade meningar huruvida fågeln var god att äta eller inte: "[1665] var floddalen vid Saint-Gilles full av gäss och vattenhöns och djupen fulla av fisk /../ vattenhönorna tillät en att komma tillräckligt nära för att fånga dem i handen; vi tog alla ombord. Vi såg [vid 1667] inga gäss och inga vattenhönor på Etang de St Paul som tidigare var täckt av dem."
På Mauritius klarade sig fågeln något bättre. Leguat var den sista som 1693 såg de endemiska "poules d'eau" och konstaterade att de redan var sällynta. Bortsett från jakt var habitatförstörelse en viktig orsak till maskarensothönans utdöende.

## Namn
Fågelns vetenskapliga artnamn hedrar Edward Newton (1832-1897), brittisk kolonialadministratör på Mauritius och naturforskare.